# Ramones Mania
Ramones Mania prvi je kompilacijski album od američkog punk rock sastava Ramones, koji izlazi u svibnju 1988.g. Kompilacija se sastoji od 30 Ramonesovih skladbi i nekoliko singlova, "Sheena Is a Punk Rocker", "Needles & Pins" i "Howling at the Moon", s B-strane "Indian Giver" i jednu prethodno neobjavljenju verziju skladbe, koja je miksana na stereo filmu Rock 'n' Roll High School.
Album sadrži brošuru od 50 stranica, na kojoj se nalazi kratka povijest sastava kao i datume objavljenjih albuma. Ovim albumom bilježe najbolju prodaju do tada i postižu zlatnu nakladu u Americi i 1993. u Argentini.

## Popis pjesama
Sve pjesme napisao je sastav Ramones, osim gdje je drugačije naznačeno.
1. "I Wanna Be Sedated" – 2:29  (Joey Ramone)
2. "Teenage Lobotomy" – 2:00
3. "Do You Remember Rock 'n' Roll Radio? – 3:50  (Joey Ramone)
4. "Gimme Gimme Shock Treatment" – 1:40
5. "Beat on the Brat" – 2:30  (Joey Ramone)
6. "Sheena Is a Punk Rocker" – 2:47  (Joey Ramone)  /1
7. "I Wanna Live" – 2:36  (Dee Dee Ramone / Daniel Rey)
8. "Pinhead" – 2:42  (Dee Dee Ramone)
9. "Blitzkrieg Bop" – 2:12  (Tommy Ramone / Dee Dee Ramone)
10. "Cretin Hop" – 1:55
11. "Rockaway Beach" – 2:06  (Dee Dee Ramone)
12. "Commando" – 1:50  (Dee Dee Ramone)
13. "I Wanna Be Your Boyfriend" – 2:24  (Tommy Ramone)
14. "Mama's Boy" – 2:09  (Dee Dee Ramone / Johnny Ramone / Tommy Ramone)
15. "Bop 'Til You Drop" – 2:09  (Dee Dee Ramone / Johnny Ramone)
16. "We're a Happy Family" – 2:39
17. "My Brain Is Hanging Upside Down (Bonzo Goes to Bitburg)" – 3:57  (Dee Dee Ramone / Joey Ramone / Daniel Rey) /2
18. "Outsider" – 2:10  (Dee Dee Ramone)
19. "Psycho Therapy" – 2:35  (Johnny Ramone / Dee Dee Ramone)
20. "Wart Hog" – 1:54  (Dee Dee Ramone / Johnny Ramone)
21. "Animal Boy" – 1:50  (Dee Dee Ramone / Johnny Ramone)
22. "Needles & Pins" – 2:20  (Sonny Bono / Jack Nitzsche)  /2
23. "Howling at the Moon (Sha–La–La) – 3:25  (Dee Dee Ramone)  /3
24. "Somebody Put Something in My Drink" – 3:23  (Richie Ramone)
25. "We Want the Airwaves" – 3:20  (Joey Ramone)
26. "Chinese Rock" – 2:28  (Dee Dee Ramone / Richard Hell)
27. "I Just Wanna Have Something to Do" – 2:41  (Joey Ramone)
28. "The KKK Took My Baby Away" – 2:31  (Joey Ramone)
29. "Indian Giver" – 2:47  (Ritchie Cordell / Bobby Bloom / Bo Gentry)  /4
30. "Rock 'n' Roll High School" – 2:14  (Joey Ramone) /5

1. Originalno izdanje singl verzije od ABC Recordsa.
2. Singl verzije
3. Single obrade
4. Originalna izdanja s B-stranom, "A Real Cool Time" VB 12" inča singl. Također se pojavljuje i skladba "I Wanna Be Sedated" s promotivnog diska, objavljena 1988. na promociji kompilacije RamonesMania.
5. Stereo miks s filma

## Izvođači
- Joey Ramone – prvi vokal
- Johnny Ramone – gitara, prateći vokali
- Dee Dee Ramone – bas-gitara, prateći vokali
- Marky Ramone - bubnjevi
- Tommy Ramone - bubnjevi
- Richie Ramone - bubnjevi

### Produkcija
- Notni zapis - Billy Altman
- Producenti - Jean Beauvoir, Ritchie Cordell, Graham Gouldman, Glen Kolotkin, Kevin Laffey, Craig Leon, the Ramones, Daniel Rey, Phil Spector, Ed Stasium, Dave Stewart
- Projekcija i produkcija - Tony Bongiovi, Tommy Ramone
- Remastering - Greg Calbi
- Kolaž - Arturo Vega
- Art Direkcija - Mark Weinberg
- Fotografija - George DuBose, Ebet Roberts

## Vanjske poveznice
- discogs.com - Ramones - Ramones Mania